# Ламли-Саундерсон, Джордж, 5-й граф Скарборо
Джордж Огастес Ламли-Саундерсон, 5-й граф Скарборо (англ. George Augustus Lumley-Saunderson, 5th Earl of Scarbrough; 22 сентября 1753 — 5 сентября 1807) — британский пэр и политик. Он носил титул учтивости — виконт Ламли с 1753 по 1782 год.

## Происхождение и образование
Родился 22 сентября 1753 года. Старший сын Ричарда Ламли-Саундерсона, 4-го графа Скарборо (1725—1784), и Барбары Сэвил (? — 1797), дочери сэра Джорджа Сэвила, 7-го баронета. Он получил образование в Итонском колледже (1764—1770) и был принят в Королевский колледж в Кембридже в 1771 году.

## Биография
Виконт Ламли заседал в Палате общин Великобритании от Линкольна с 1774 по 1780 год. Он в 1780 году вторично баллотировался в Палату общин от Линкольна, но потерпел поражение на выборах.
12 мая 1782 года после смерти своего отца Джордж Ламли-Саундерсон унаследовал титулы 5-го графа Скарборо (Пэрство Англии), 6-го виконта Ламли из Уотерфорда (Пэрство Ирландии), 5-го виконта Ламли (Пэрство Англии) и 5-го барона Ламли из замка Ламли (Пэрство Англии), став членом Палаты лордов Великобритании.
Лорд Скарборо скончался в сентябре 1807 года в возрасте 53 лет. Он не был женат, и ему наследовал его младший брат Ричард.